# Miconia acinodendron
Miconia acinodendron är en tvåhjärtbladig växtart som först beskrevs av Carl von Linné, och fick sitt nu gällande namn av Robert Sweet. Miconia acinodendron ingår i släktet Miconia och familjen Melastomataceae. Inga underarter finns listade i Catalogue of Life.